# Steve Nash
Steve Nash (n. 7 februarie 1974, Johannesburg, Africa de Sud) este un fost baschetbalist canadian care a evoluat pentru Phoenix Suns, Dallas Mavericks și Los Angeles Lakers în National Basketball Association (NBA). În 2005 și 2006, a fost numit MVP-ul competiției. Nash a avut cele mai multe pase în 2005–2007, 2010 și 2011, fiind deci un excelent pasator. Phoenix Suns a retras numărul 13 în onoarea lui. În Canada, a primit Lou Marsh Trophy în 2005, trofeu ce desemnează cel mai bun sportiv canadian.  

## Biografie
Nash s-a născut în Africa de Sud din mamă galeză și tată englez. Familia lui s-a mutat în Canada în primele luni de viață ale acestuia. Tatăl sau este un fost jucător de fotbal. 

## Viața personală
După retragere, a devenit filantrop. Nash suferă de spondiloză. 